# Ovzon 3
Ovzon 3 — перший шведський геостаціонарний телекомунікаційний супутник зв'язку супутник зв'язку.

## Історія
Виготовлення супутника «Ovzon 3» було замовлено в грудні 2018 року у компанії Maxar Technologies (США).
Компанія-оператор широкосмугового телекомунікаційного зв'язку «Ovzon АВ» (Швеція) вибрала для свого першого супутника нову платформу середнього розміру SSL-500 (клас Legion). Супутник оснащено запатентованим рішенням компанії «Ovzon АВ» центральним бортовим процесором (OBP) від стороннього виробника, підключеним до високопродуктивних керованих променів Ku-діапазону. Фінансувався будівництва супутника відбувалося приватним порядком.
Геостаціонарна орбіта супутника лежить приблизно в 22 200 милях (35 700 кілометрів) над Землею (на рівні екватора). На цій висоті орбітальна швидкість відповідає швидкості обертання нашої планети, що дозволяє супутникам безперервно «висіти» над тією самою ділянкою землі. 
Супутник «Ovzon 3» був запущений 3 січня 2024 року за допомогою ракети-носія Falcon 9 зі стартового комплексу Бази ПС США на мисі Канаверал (США). Після виведення на геоперехідну орбіту, протягом 3-4 місяців супутник поступово перейде з перехідної на призначену геостаціонарну орбіту, або стоянку, на 59,7° східної довготи.

## Зона покриття
Супутник зв’язку «Ovzon 3» охоплюватиме 1/3 поверхні Землі за допомогою керованих точкових променів, задовольняючи попит на краще покриття мобільного широкосмугового зв’язку в регіонах з недостатнім обслуговуванням.